# 麥華三
麦华三（1907年—1986年），广州番禺人，中国书法家和书法教育家。

## 生平
幼年就读私塾。1927年考入广州大学预科，半工半读。
1938年广州大学文学院教育系毕业。
1938年，日军侵占广州，麦华三到香港。当时书画名流云集香港，麦华三曾参与举办“广东文物展览会”，并撰文介绍广东历代书法家，后又参与香港书法座谈会，主编《书法》研究月刊，举办港澳同胞的书法比赛，十分活跃。
1941年日军占领香港，麦华三逃难至韶关，在广州大学任教。当时处境十分困窘，但仍以学术为重。在资料十分稀少的情况下，写成《书法源流》，介绍上自殷墟，下至民国，各家各体作品300余帧。他还先后应中山大学、岭南大学、仲元中学邀请讲授书法，并作示范。
1945年抗日战争胜利后，广州大学从韶关迁回广州复课。
1946年，他兼任中华文化学院副教授。
1948年受高可宁委托，筹建乡中“茂生纪念学校”，并任该校名誉校长。
1949年任广州大学文学院副教授。曾在《商报》以专栏形式发表《汉晋木简对书史之贡献》、《书法源流》及《艺舟书影》，逐日连载，同时编印成书。
1949年广州解放后，院校合并，麦华三应聘为华南联合大学文学院副教授，旋应冼玉清教授之请，为中山大学鉴定历代碑帖。随后编纂了《王羲之年谱》。
1956年10月入广东省文史馆，并任该馆书画研究组组长。
1958年，麦华三应邀用端楷抄写中国宪法全文上送国务院。
1961年调任广州美术学院副教授，并保留广东省文史馆馆员名义。他是第四、五届广东省政协委员，中国书法家协会理事和广东分会副主席、顾问。
1983年患直肠癌，手术切除后，仍坚持工作，并应香港中文大学之请，到香港讲学，历时１个多月。
1986年逝世。同年12月25日，他的门生分别在广州和香港成立“麦华三书法学会”。